# Keskipohjanmaa
Keskipohjanmaa är en finskspråkig dagstidning från Karleby, grundad 1917, utkommer dagligen och är den största i regionen.
Keskipohjanmaa en upplaga av cirka 28 00 exemplar och utkommer förutom i Karleby även i Haapajärvi, Kalajoki, Jakobstad, Vetil och Ylivieska. Redaktionen och chefredaktören Lassi Jaakkola har ett samarbete med tv-kanalen MTV3.